# Marilyn Waring
Marilyn Waring (1952) é uma feminista, ativista dos direitos humanos femininos, acadêmica e escritora neozelandesa. Tem um Ph.D em política econômica.
Membro do National Party (conservador), ela tornou-se o mais jovem membro do Parlamento da Nova Zelândia em 1975, aos 22 anos de idade; permaneceu na House of Representatives (o equivalente local da câmara dos deputados) até 1984. Ao tempo de sua eleição, era a 15ª mulher eleita para o parlamento da Nova Zelândia.
Criticou abertamente o uso do Produto Interno Bruto, após a Segunda Guerra Mundial, como o principal indicador de atividade econômica do Sistema de Contabilidade Nacional das Nações Unidas (UNSNA).

## Reconhecimento
É uma das 100 Mulheres da lista da BBC de 2019.

## Filmografia
- The National Film Board of Canada. Who's Counting?: Marilyn Waring on Sex, Lies, and Global Economics. Vídeo. Dirigido por Terre Nash, 1995. ISBN 0-7722-0680-5

## Áudio
- (em inglês)-Marilyn Waring on TUC Radio. Esta é uma versão em áudio do vídeo Who's Counting? (também chamado de Counting for Nothing). Ligação direta para o áudio aqui.